# 김두겸
김두겸(金斗謙, 1958년 1월 25일~)은 대한민국의 기업인 출신 정치인으로, 민선8기 울산광역시장이다. 시장 재임 이전에는 울산시의회 의원(1995~1998), 울산광역시 남구의회 의원(1998~2006), 울산광역시 남구청장(2006~2014)을 역임하였다.

## 학력
- 청량국민학교 졸업
- 학성중학교 졸업
- 학성고등학교 전학→광성고등학교 졸업
- 경남대학교 공과대학 화학 학사
- 울산대학교 정책대학원 공공정책학 석사
- 울산대학교 대학원 행정학 박사

## 경력
- 1995.07~1997.07 제2대 경상남도 울산시의회 의원
- 1997.07~1998.06 제1대 울산광역시 남구의회 의원
- 1998.07~2002.06 제2대 울산광역시 남구의회 의원
- 1998.07~2000.07 제2대 울산광역시 남구의회 전반기 부의장
- 2002.07~2004.07 제3대 울산광역시 남구의회 전반기 의장
- 2004.07~2006.04 제3대 울산광역시 남구의회 후반기 의장
- 2006.07~2010.06 울산광역시 남구 구청장
- 2010.07~2014.02 울산광역시 남구 구청장
- 2014.05 새누리당 울산광역시 남구 을 당원협의회 위원장
- 새누리당 울산광역시 울주군 당협위원장
- 울산대학교 행정학과 겸임교수
- 2020.03~2020.04 미래통합당 울산시당 대한민국 바로잡기 선거대책위원회 자문
- 2020.09~국민의힘 울산시당 상임고문
- 2022.01~2022.03: 국민의힘 제20대 대통령선거 울산을 살리는 선거대책위원회 선거대책위원장단 공동선거대책위원장
- 2022.07~: 제8대 울산광역시장
- 울산시민축구단 구단주
- 2024.01~2024.12: 제17대 전국시도지사협의회 감사

## 역대 선거 결과
|  | 26.90% |

|  | 0% |

|  | 52.80% |

|  | 63.83% |

|  | 50.65% |

|  | 28.27% |

|  | 59.78% |

## 소속 정당
| 소속 정당 | 소속 정당  | 소속 기간 | 비고      |
| --------- | ---------- | --------- | --------- |
|           | 무소속     | 1995~2006 | 정계 입문 |
|           | 한나라당   | 2006~2012 | 입당      |
|           | 새누리당   | 2012~2017 | 당명 변경 |
|           | 자유한국당 | 2017~2020 | 당명 변경 |
|           | 미래통합당 | 2020      | 합당      |
|           | 국민의힘   | 2020~현재 | 당명 변경 |

## 같이 보기
- 울산광역시장
- 울산 남구청장